# Constantin Iliescu
Constantin Iliescu (n. 28 octombrie 1932) a fost un opozant al regimului comunist.

## Biografie
Constantin Iliescu s-a născut la 28 octombrie 1932 în Pucioasa, județul Dâmbovița. După absolvirea liceului s-a înscris la Facultatea de Medicină Generală a Institutului Medico-Farmaceutic din București. În perioada când era student în anul IV a participat la mișcările revendicative ale studenților din București în 1956 (vezi Mișcările studențești din București din 1956). A fost printre organizatorii unui miting de solidaritate în Piața Universității, programat pentru ziua de 15 noiembrie 1956. Studenții urmau să ceară satisfacerea unor revendicări cu caracter politic și social; era însă prevăzută și posibilitatea de transformare  a mitingului într-o mișcare de răsturnare a regimului comunist, în cazul în care numărul participanților era mare. A fost arestat la 5 noiembrie 1956, fiind judecat în lotul "Ivasiuc". Prin sentința Nr. 481 din 1 aprilie 1957 a Tribunalului Militar București a fost condamnat la doi ani închisoare corecțională. A fost eliberat, după executarea sentinței, la 4 noiembrie 1958, însă prin decizia Ministerului Afacerilor Interne Nr 15153/1958 i s-a fixat domiciliu obligatoriu în localitatea Lătești (azi Bordușani din județul Ialomița) pe o durată de un an.
După eliberare și-a continuat studiile, absolvind Facultatea de Medicină Veterinară, lucrând apoi ca medic veterinar în comuna Crevedia, județul Dâmbovița.